# Людовик де Бурбон (принц де Ла-Рош-сюр-Йон)
Людовик де Бурбон-Вандом (осень 1473 — 10 ноября 1520) — французский аристократ из династии Бурбонов, 1 принц де Ла-Рош-сюр-Йон.

## Биография
Второй сын Жана II де Бурбона-Вандома (ок. 1428—1477), графа де Вандома (1446—1477), и Изабеллы де Бово (ок. 1436—1474), дамы де Шампиньи и де Ла-Рош-сюр-Йон. Младший брат Франсуа де Бурбона (1470—1495), графа де Вандома (1477—1495).
С рождения носил титул принца де Ла-Рош-сюр-Йон. Участвовал в итальянских кампаниях королей Франции Карла VIII и Людовика XII. В 1515 году под командованием французского короля Франциска I Валуа участвовал в битве при Мариньяно.
21 марта 1504 года в Мулене женился на своей кузине Луизе де Бурбон (1482—1561), 1 герцогине де Монпансье с 1538г, дочери Жильберта де Бурбона (1443—1496), графа де Монпансье (1486—1496), и Клары Гонзаго (1464—1503). Их дети:
- Сюзанна де Бурбон-Монпансье (1508—1570), муж с 1529 года Клод де Рьё (1497—1532), граф д’Аркур (1518—1532)
- Людовик III де Бурбон-Монпансье (10 июня 1513 — 23 сентября 1582), 2 герцог де Монпансье (1539—1582)
- Шарль де Бурбон-Монпансье (1515 — 10 октября 1565), 2 принц де Ла-Рош-сюр-Йон (1520—1565)

Также у него был один внебрачный сын — Луи де Эльвис (ум. 1565), епископ Лангра (1562—1565).